# Marele Premiu al Ungariei din 2020
Marele Premiu al Ungariei din 2020 (cunoscut oficial ca Formula 1 Aramco Magyar Nagydíj 2020) a fost o cursă auto de Formula 1 ce s-a desfășurat pe 19 iulie 2020 în Budapesta, Ungaria. Cursa a fost cea de-a treia etapă a Campionatului Mondial de Formula 1 din 2020. A fost pentru a treizeci și cincea oară când s-a desfășurat o etapă de Formula 1 în Ungaria.
Pilotul echipei Mercedes, Lewis Hamilton, a ieșit câștigătorul cursei.

## Pneuri

### Pneurile programate de Pirelli pentru cursă
| Numele compusului | Culoare | Culoare | Condițiile meteo | Aderență | Durabilitate |
| ----------------- | ------- | ------- | ---------------- | -------- | ------------ |
| Dur C2            | H       |         | Uscat            | Mică     | Mare         |
| Mediu C3          | M       |         | Uscat            | Medie    | Medie        |
| Moale C4          | S       |         | Uscat            | Mare     | Mică         |
| Intermediar       | I       |         | Ploaie ușoară    |          |              |
| Ploaie            | W       |         | Ploaie           |          |              |

### Cele mai folosite pneuri
| Numele compusului | Culoare | Culoare | Numărul de tururi                                            | Condițiile meteo |
| ----------------- | ------- | ------- | ------------------------------------------------------------ | ---------------- |
| Dur C2            | H       |         | 51 (Kveat)                                                   | Uscat            |
| Mediu C3          | M       |         | 39 (Ricciardo)                                               | Uscat            |
| Moale C4          | S       |         | 18 (Leclerc)                                                 | Uscat            |
| Intermediar       | I       |         | 4 (Norris, Russell, Ricciardo, Ocon, Verstappen, Giovinazzi) | Ploaie ușoară    |

## Clasamente

### Calificări

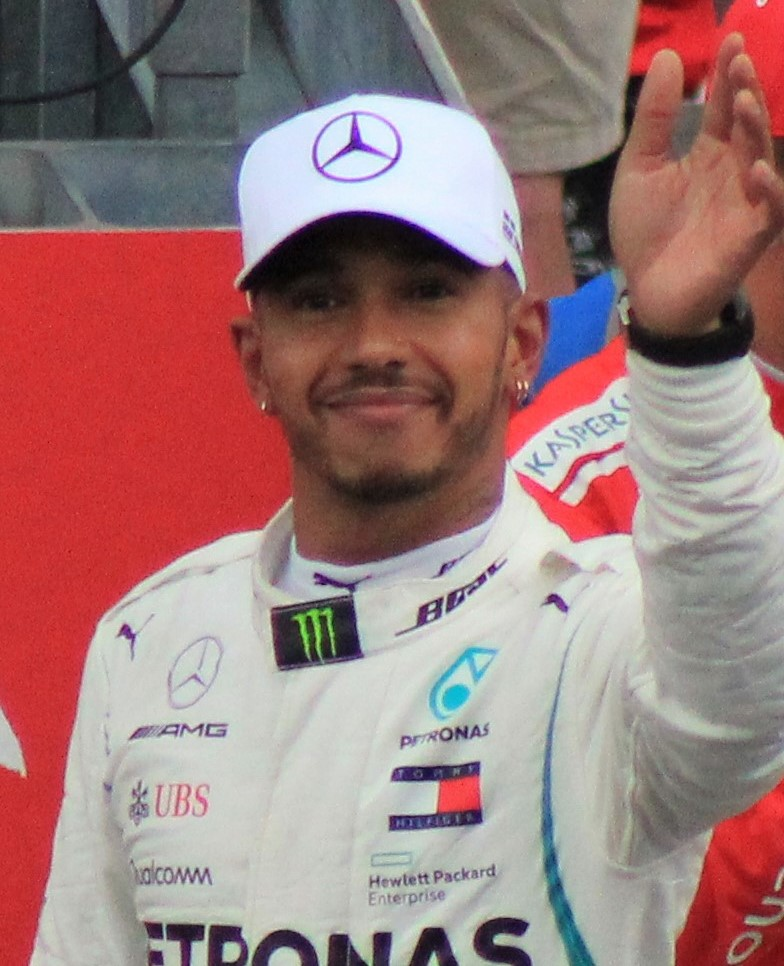
Lewis Hamilton a plecat din pole position pentru a nouăzecea oară în carieră

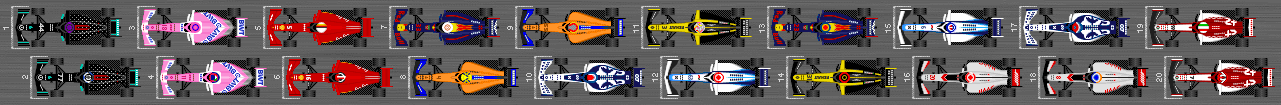
Grila de start.

| Poz.                  | Nr. | Pilot              | Constructor               | Timpi calificări | Timpi calificări | Timpi calificări | Grila finală |
| Poz.                  | Nr. | Pilot              | Constructor               | Q1               | Q2               | Q3               | Grila finală |
| --------------------- | --- | ------------------ | ------------------------- | ---------------- | ---------------- | ---------------- | ------------ |
| 1                     | 44  | Lewis Hamilton     | Mercedes                  | 1:14,907         | 1:14,261         | 1:13,447         | 1            |
| 2                     | 77  | Valtteri Bottas    | Mercedes                  | 1:15,474         | 1:14,530         | 1:13,554         | 2            |
| 3                     | 18  | Lance Stroll       | Racing Point-BWT Mercedes | 1:14,895         | 1:15,176         | 1:14,377         | 3            |
| 4                     | 11  | Sergio Pérez       | Racing Point-BWT Mercedes | 1:14,681         | 1:15,394         | 1:14,545         | 4            |
| 5                     | 5   | Sebastian Vettel   | Ferrari                   | 1:15,455         | 1:15,131         | 1:14,774         | 5            |
| 6                     | 16  | Charles Leclerc    | Ferrari                   | 1:15,793         | 1:15,006         | 1:14,817         | 6            |
| 7                     | 33  | Max Verstappen     | Red Bull Racing-Honda     | 1:15,495         | 1:14,976         | 1:14,849         | 7            |
| 8                     | 4   | Lando Norris       | McLaren-Renault           | 1:15,444         | 1:15,085         | 1:14,966         | 8            |
| 9                     | 55  | Carlos Sainz Jr.   | McLaren-Renault           | 1:15,281         | 1:15,267         | 1:15,027         | 9            |
| 10                    | 10  | Pierre Gasly       | AlphaTauri-Honda          | 1:15,767         | 1:15,508         | Fără timp        | 10           |
| 11                    | 3   | Daniel Ricciardo   | Renault                   | 1:15,848         | 1:15,661         | N/A              | 11           |
| 12                    | 63  | George Russell     | Williams-Mercedes         | 1:15,585         | 1:15,698         | N/A              | 12           |
| 13                    | 23  | Alexander Albon    | Red Bull Racing-Honda     | 1:15,722         | 1:15,715         | N/A              | 13           |
| 14                    | 31  | Esteban Ocon       | Renault                   | 1:15,719         | 1:15,742         | N/A              | 14           |
| 15                    | 6   | Nicholas Latifi    | Williams-Mercedes         | 1:16,105         | 1:16,544         | N/A              | 15           |
| 16                    | 20  | Kevin Magnussen    | Haas-Ferrari              | 1:16,152         | N/A              | N/A              | 16           |
| 17                    | 26  | Daniil Kveat       | AlphaTauri-Honda          | 1:16,204         | N/A              | N/A              | 17           |
| 18                    | 8   | Romain Grosjean    | Haas-Ferrari              | 1:16,407         | N/A              | N/A              | 18           |
| 19                    | 99  | Antonio Giovinazzi | Alfa Romeo Racing-Ferrari | 1:16,506         | N/A              | N/A              | 19           |
| 20                    | 7   | Kimi Räikkönen     | Alfa Romeo Racing-Ferrari | 1:16,614         | N/A              | N/A              | 20           |
| Regula 107%: 1:19,908 |     |                    |                           |                  |                  |                  |              |
| Sursa:                |     |                    |                           |                  |                  |                  |              |

### Cursă
| Poz.                                                               | Nr. | Pilot              | Constructor               | Tururi | Timp/Retras | Puncte |
| ------------------------------------------------------------------ | --- | ------------------ | ------------------------- | ------ | ----------- | ------ |
| 1                                                                  | 44  | Lewis Hamilton     | Mercedes                  | 70     | 1:36:12,473 | 26     |
| 2                                                                  | 33  | Max Verstappen     | Red Bull Racing-Honda     | 70     | +8,702s     | 18     |
| 3                                                                  | 77  | Valtteri Bottas    | Mercedes                  | 70     | +9,452s     | 15     |
| 4                                                                  | 18  | Lance Stroll       | Racing Point-BWT Mercedes | 70     | +57,579s    | 12     |
| 5                                                                  | 23  | Alexander Albon    | Red Bull Racing-Honda     | 70     | +78,316s    | 10     |
| 6                                                                  | 5   | Sebastian Vettel   | Ferrari                   | 69     | +1 tur      | 8      |
| 7                                                                  | 11  | Sergio Pérez       | Racing Point-BWT Mercedes | 69     | +1 tur      | 6      |
| 8                                                                  | 3   | Daniel Ricciardo   | Renault                   | 69     | +1 tur      | 4      |
| 9                                                                  | 55  | Carlos Sainz Jr.   | McLaren-Renault           | 69     | +1 tur      | 2      |
| 10                                                                 | 20  | Kevin Magnussen    | Haas-Ferrari              | 69     | +1 tur      | 1      |
| 11                                                                 | 16  | Charles Leclerc    | Ferrari                   | 69     | +1 tur      |        |
| 12                                                                 | 26  | Daniil Kveat       | AlphaTauri-Honda          | 69     | +1 tur      |        |
| 13                                                                 | 4   | Lando Norris       | McLaren-Renault           | 69     | +1 tur      |        |
| 14                                                                 | 31  | Esteban Ocon       | Renault                   | 69     | +1 tur      |        |
| 15                                                                 | 7   | Kimi Räikkönen     | Alfa Romeo Racing-Ferrari | 69     | +1 tur      |        |
| 16                                                                 | 8   | Romain Grosjean    | Haas-Ferrari              | 69     | +1 tur      |        |
| 17                                                                 | 99  | Antonio Giovinazzi | Alfa Romeo Racing-Ferrari | 69     | +1 tur      |        |
| 18                                                                 | 63  | George Russell     | Williams-Mercedes         | 69     | +1 tur      |        |
| 19                                                                 | 6   | Nicholas Latifi    | Williams-Mercedes         | 65     | +5 tururi   |        |
| Ab                                                                 | 10  | Pierre Gasly       | AlphaTauri-Honda          | 15     | Motor       |        |
| Cel mai rapid tur: Lewis Hamilton (Mercedes) – 1:16,627 (turul 70) |     |                    |                           |        |             |        |
| Sursa:                                                             |     |                    |                           |        |             |        |

| Loc    | 1  | 2  | 3  | 4  | 5  | 6 | 7 | 8 | 9 | 10 | CMRT |
| Puncte | 25 | 18 | 15 | 12 | 10 | 8 | 6 | 4 | 2 | 1  | 1    |

Note

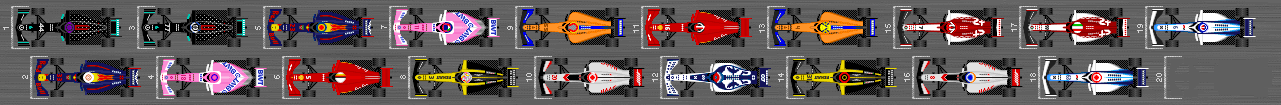
Clasamentul final.

- ^1 – Include un punct pentru cel mai rapid tur.
- ^2 – Magnussen și Grosjean au fost penalizați cu 10 secunde pentru folosirea de ajutor în timpul turului de formare.

## Clasamentele campionatelor după cursă
|   | Poz. | Pilot           | Puncte |
| - | ---- | --------------- | ------ |
| 1 | 1    | Lewis Hamilton  | 63     |
| 1 | 2    | Valtteri Bottas | 58     |
| 3 | 3    | Max Verstappen  | 33     |
| 1 | 4    | Lando Norris    | 26     |
| 1 | 5    | Alexander Albon | 22     |

|   | Poz. | Constructor               | Puncte |
| - | ---- | ------------------------- | ------ |
|   | 1    | Mercedes                  | 121    |
| 1 | 2    | Red Bull Racing-Honda     | 55     |
| 1 | 3    | McLaren-Renault           | 41     |
|   | 4    | Racing Point-BWT Mercedes | 40     |
|   | 5    | Ferrari                   | 27     |

- Notă: Doar primele cinci locuri sunt prezentate în ambele clasamente.